# Carex zizaniifolia
Espèce
Classification phylogénétique
Carex zizaniifolia est une espèce de plantes du genre Carex et de la famille des Cyperaceae.